# Kilsio
Kilsio est une commune rurale située dans le département de Réo de la province de Sanguié dans la région du Centre-Ouest au Burkina Faso.

## Démographie
| 2003  | 2006 | 2012 |
| ----- | ---- | ---- |
| 1 031 | 929  | -    |